# Konjuhovci
Konjuhovci (cyr. Коњуховци) – wieś w Bośni i Hercegowinie, w Republice Serbskiej, w gminie Prnjavor. W 2013 roku liczyła 1029 mieszkańców.